# Махметов, Маден Махметович
Маден Махметович Махметов (15 июля 1921, Каркаралинский район, Карагандинская область — 15 июня 1974) — советский хозяйственный, государственный и политический деятель.

## Биография
Родился 15 июля 1921 года в Каркаралинском районе в семье казаха-кузнеца. После окончания школы поступил в Каркаралинский зооветтехникум,
который окончил в 1940 году, получив специальность зоотехник. Был направлен на комсомольскую работу — заведующим отделом крестьянской молодежи в Карагандинский обком ВЛКСМ.
Участник Великой Отечественной войны. На 5-й день войны добровольцем ушёл на фронт. Окончив ускоренные курсы по подготовке офицерского состава в военно-артиллерийском училище в городе Пензе, лейтенантом был направлен под Сталинград командиром артиллерийской батареи в действующую армию. Во время Сталинградской битвы был тяжело ранен и контужен. Лечился в госпитале в городе Анжеро-Судженск.
Вернувшись из госпиталя, участвовал в Курской битве, сражался за освобождение городов Орла, Полоцка, Варшавы, Данцига, Кёнигсберга, Таллина. Со своей батареей штурмовал Берлин. Демобилизовался в декабре 1945 года.
С 1946 по 1949 год работал помощником 2—го секретаря Карагандинского обкома — Карибжанова Ф.К. С 1949 года — 2-й секретарь Жана-Аркинского райкома партии Карагандинской области. В 1951 году был назначен первым секретарём Жана-Аркинского райкома партии. В 1955—1958 годах обучался в Высшей партийной школе при ЦК КПСС в Москве.
С 1958 года — заместитель заведующего орготделом Карагандинского обкома партии. Затем был направлен на работу в ЦК Компартии Казахстана на должность ответственного секретаря отдела партийных органов.
В 1959 году был назначен председателем Джамбулского облисполкома. На этой должности проработал два года. В 1961 году был направлен председателем райисполкома Кувского (Егендыбулакского) района Карагандинской области.
Заочно окончил Алма-Атинский строительный техникум, получил диплом техника-строителя. С 1964 по 1967 годы работал начальником ПМК в посёлке Егиндыбулак.
В 1967 году переведен на работу в Караганду заместителем управляющего треста «Карагандасельстрой». В 1970 году — начальник Управления капитального строительства в Карагандинском облсельхозуправлении. В 1972 году был назначен заместителем управляющего треста «Карагандаводстрой», где проработал до 15 июня 1974 года (дня смерти).
Избирался делегатом партийных съездов и конференций, депутатом Верховного Совета Казахской ССР.

## Награды
- Орден Красной Звезды,
- Орден Красного Знамени,
- Орден Отечественной войны II степени,
- Орден «Знак Почёта»,
- Медаль «За оборону Сталинграда»,
- Медаль «За освобождение Варшавы»,
- Медаль «За взятие Берлина»,
- Медаль «За победу над Германией в Великой Отечественной войне 1941—1945 гг.»,
- Медаль «За освоение целинных земель»
- Почётные грамоты Верховных Советов СССР и Казахской ССР,